# 四攝法
四攝法，為菩薩所修行的道。四攝包括了四種，分別是布施、愛語、利行、同事。菩薩為追求覺悟的有情眾生，使人覺悟的有情眾生，具足了三昧陀羅尼。菩薩外行四攝法，以內則以四無量心為根本，希望在迷的眾生一同了悟真諦，同就成佛。所以利用四種攝受方便之門令眾生產生一種好感和依附之心，當獲得眾生的信任，便可更容易使其親近佛法。其中《華嚴經》亦有提到：「若能成就四攝法，則與眾生無限利」。而《维摩經》則說：「先以欲鈎牵，后令入佛智」，兩者均說明四攝法的重要性，眾生平日亦應多修行四攝法。

## 布施
布施摄，分作三種分別為財布施、法布施、無畏施。
- 財布施分外財布施和內財布施。外財布施包括了錢財、物質、醫藥等等的施捨，特別是在別人有所需要時，悉數贈予。內財布施是以體力勞動幫助別人。如義工。
- 法布施是把自有的知識智慧技能傳授給對方。若果眾生對佛法追求時，我們應當將知識道理傳授、更應宣說善法，令其蒙益。
- 無畏施是一種令人脫離恐怖的施予，包括使了脫離危險或拯救瀕死之人等等。既稱｢無畏｣，即是自己面對人言所譏、眾人無明眾口鑠金之時，仍能堅持正信正念行正道，進行拯救，不怕受辱。

三種布施以法布施為首，最快見效，效果最明顯。我們應該隨時隨地的布施，幫助眾生。佛陀說以無畏布施最為高尚，代表已經捨棄一切、無執著、無我了。

## 愛語
愛語摄可以理解為善軟之語，而不是多語。更不應是阿諛奉承、媚惑人心之語，須知口亦能作業。對人我們可說歡悅讚嘆之話，看見別人傷心時則說安慰之話。讓別人信賴，廣傳善法善行。別人失意時，給他一個柔軟語、愛語、鼓勵的話。

## 利行
菩薩會隨身口意三途而善行，這裏所說的利行摄是超越了一般人世間的標準 (路徑窄處，讓一步與人行；滋味濃時，留三分與人嘗)。捨棄自利而行他，以別人所遇的當作自己所受的，以人飢為己飢、以人溺為己溺。不論是對你有恩的、或是對你有怨的、喜歡你、討厭你、對你好、對你不好的人都一樣的平等的幫助，但必須把智慧與慈悲結合。

## 同事
普度眾生，不僅要修布施、愛語、利行三種方便法門，更進一步須和光同塵，與其同行，隨其所樂，行同事攝。正如《法華經》觀世音菩薩普門品中所說 「應以何身得度者，即現何身而為說法」。以大慈悲、大願心與大智慧，與眾生同行所好之事，以此方便因緣循循善誘，令其同霑法益，趣入道果，這叫同事摄。